# نودمین دوره جوایز اسکار
نودمین مراسم جوایز اسکار توسط آکادمی علوم و هنرهای سینما (اَمپاس) و به افتخار بهترین فیلم‌های سال ۲۰۱۷، در روز یکشنبه ۴ مارس ۲۰۱۸ میلادی در تئاتر دالبی، هالیوود، لس آنجلس در ساعت ۵:۳۰ بعد از ظهر به وقت پی.اس. تی (مطابق دوشنبه ۱۴ اسفند ۱۳۹۶ ساعت ۵:۰۰ صبح به وقت ایران) برگزار شد. مراسم اسکار معمولاً در ماه فوریه برگزار می‌شد اما امسال به دلیل بازی‌های المپیک زمستانی ۲۰۱۸ دیرتر برگزار شد. این مراسم در ایالات متحده از شبکه تلویزیونی ای‌بی‌سی به صورت زنده پخش شد و تهیه‌کنندگی آن را مایکل دلوکا و جنیفر تاد برعهده داشتند. مجری برنامه امسال نیز کمدین معروف جیمی کیمل انتخاب شد. او بعد از بیلی کریستال که در سال‌های ۱۹۹۷ و ۱۹۹۸ مجری مراسم بود، دومین نفری است که برای دو سال پشت سر هم مجری اسکار باقی می‌ماند.
از مراسم‌های مرتبط، نهمین دوره مراسم جوایز گاورنر در سالن اجتماعات بزرگ مرکز هالیوود و های‌لند در ۱۱ نوامبر ۲۰۱۷ برگزار شد. در تاریخ ۱۰ فوریه ۲۰۱۸، مراسمی با عنوان دستاوردهای علمی و فنی آکادمی در ویلشر بورلی سنتر، در بورلی هیلز، کالیفرنیا به مجری گری سر پاتریک استوارت برگزار شد.

## نامزدها و برنده‌ها

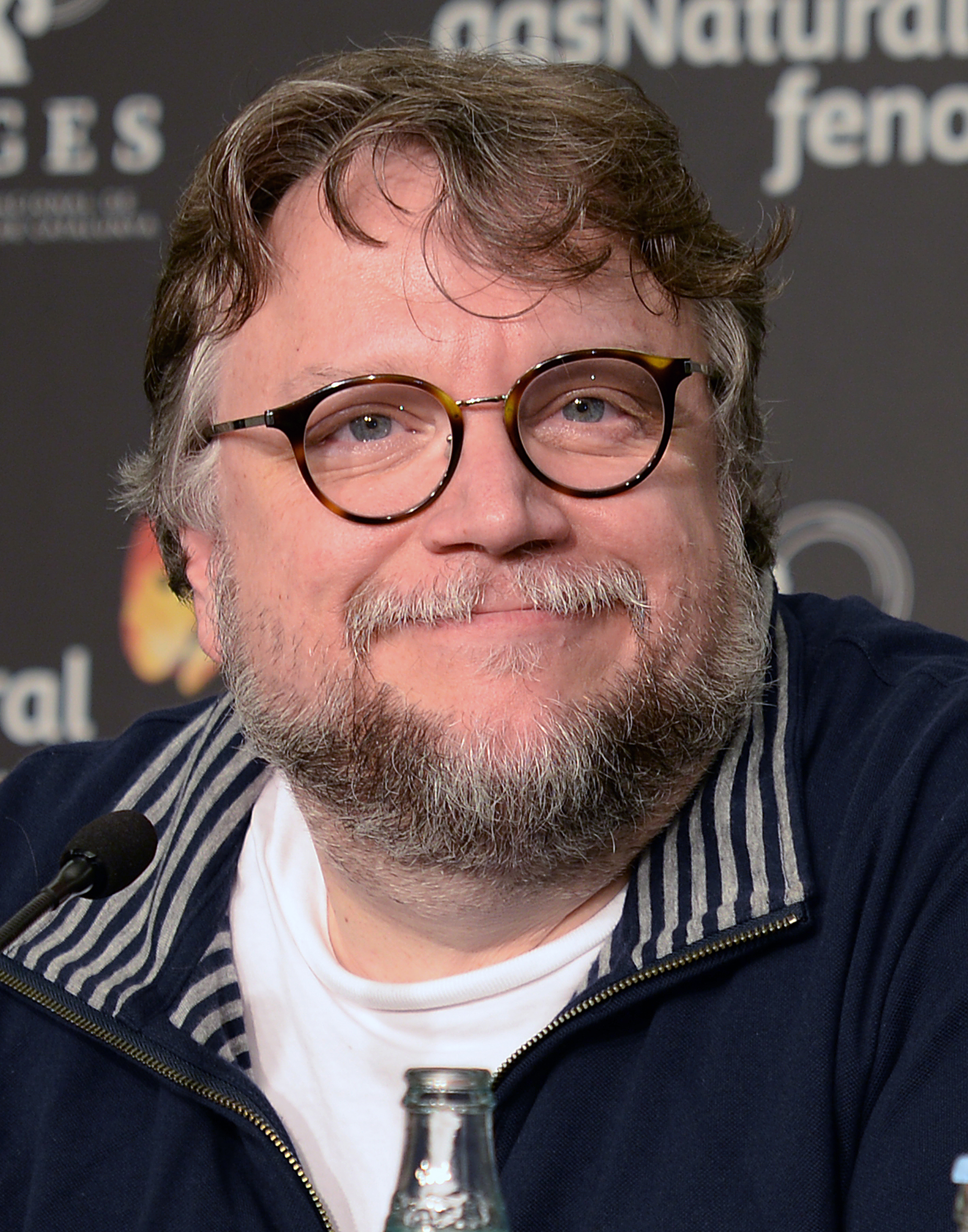
گیرمو دل تورو، برنده بهترین کارگردانی و یکی از برندگان بخش بهترین فیلم

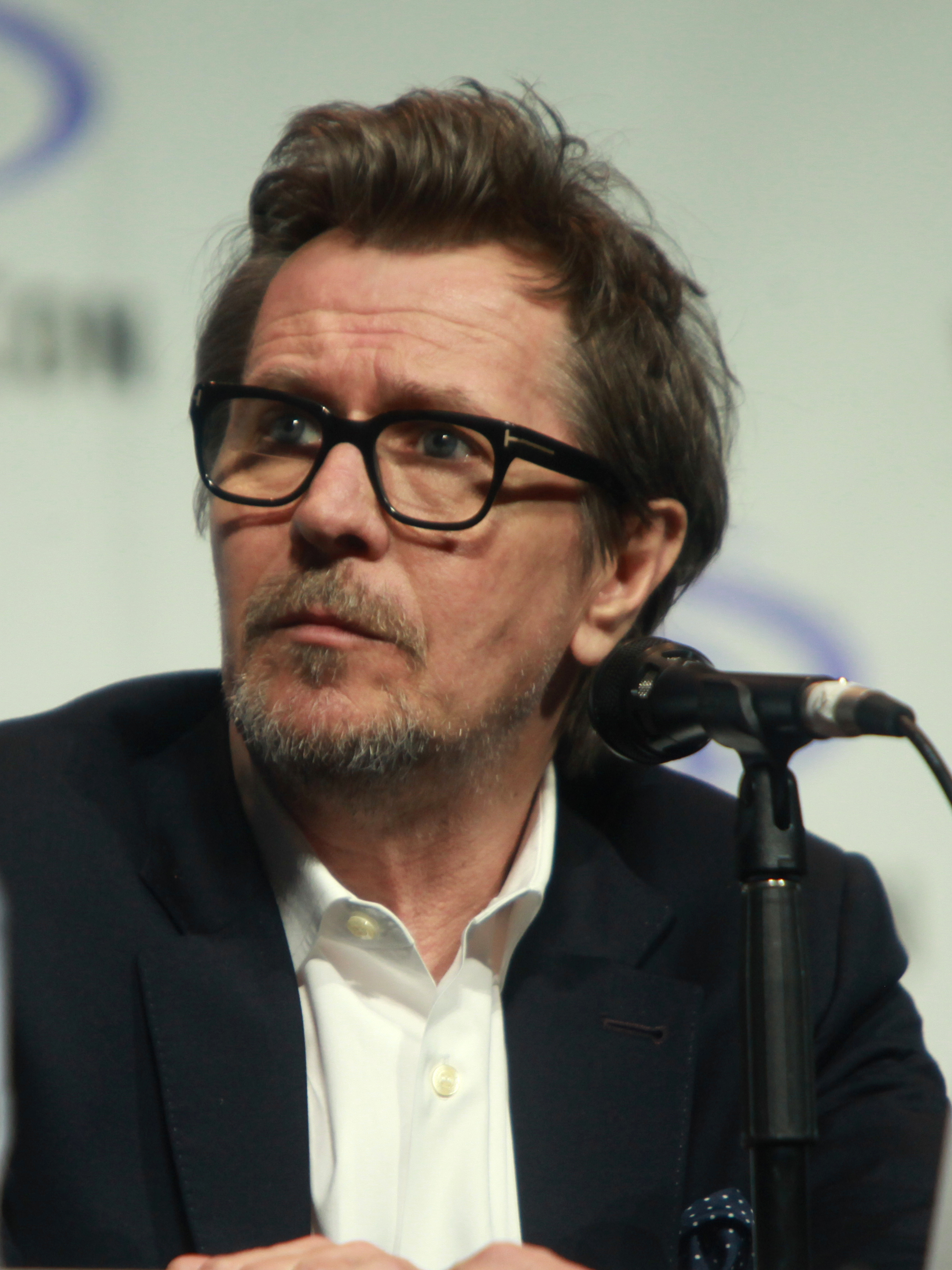
گری اولدمن، برنده بهترین بازیگر مرد

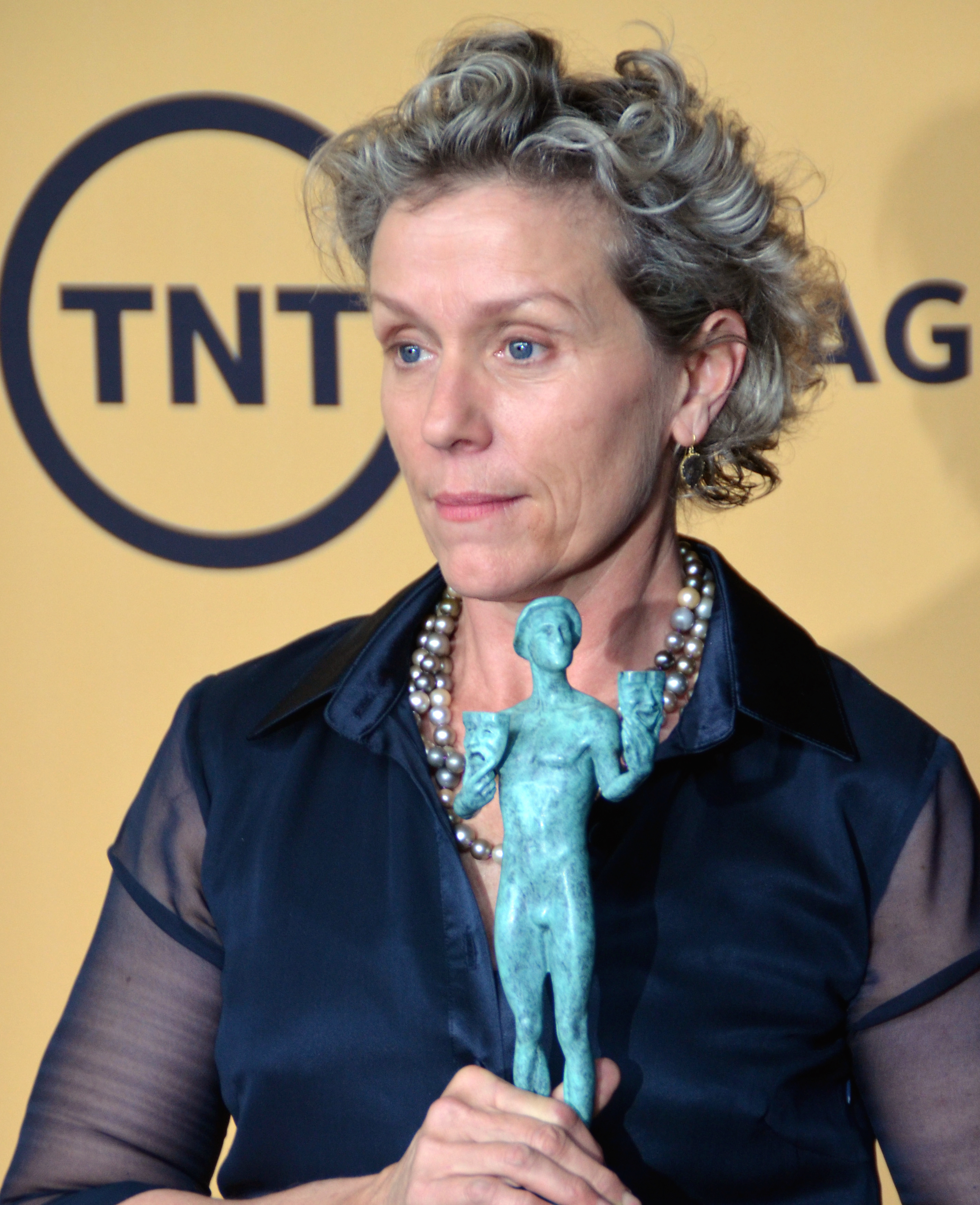
فرانسیس مک‌دورمند، برنده بهترین بازیگر زن

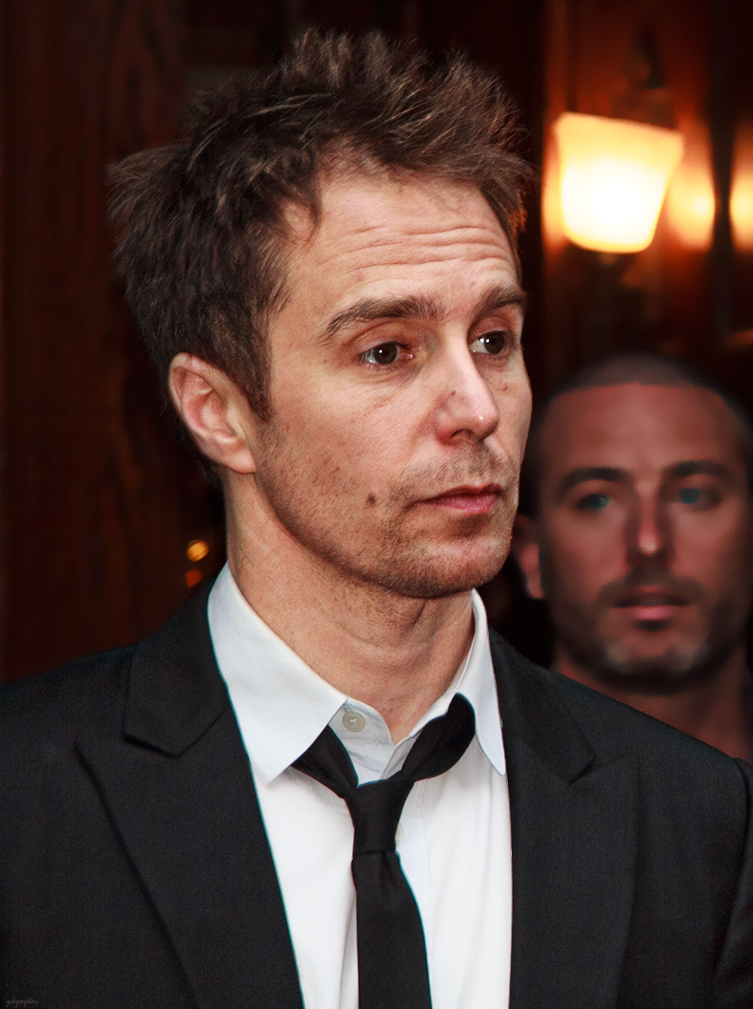
سم راکول، برنده بهترین بازیگر نقش مکمل مرد

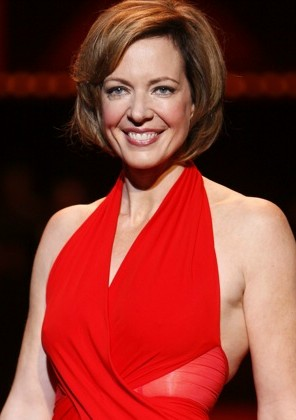
الیسون جنی، برنده بهترین بازیگر نقش مکمل زن

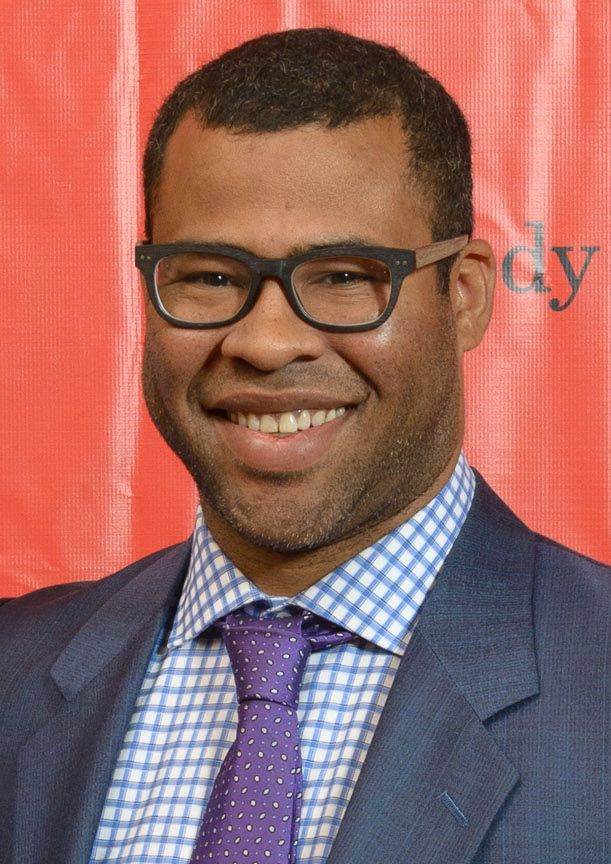
جوردن پیل، برنده بهترین فیلم‌نامه غیراقتباسی

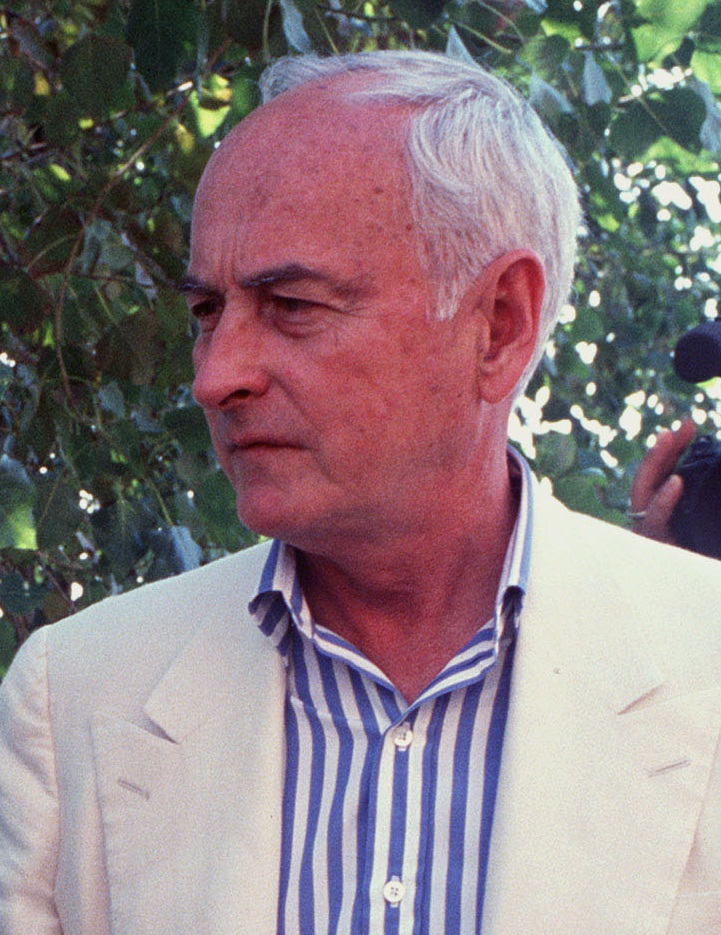
جیمز آیووری، بهترین فیلم‌نامه اقتباسی

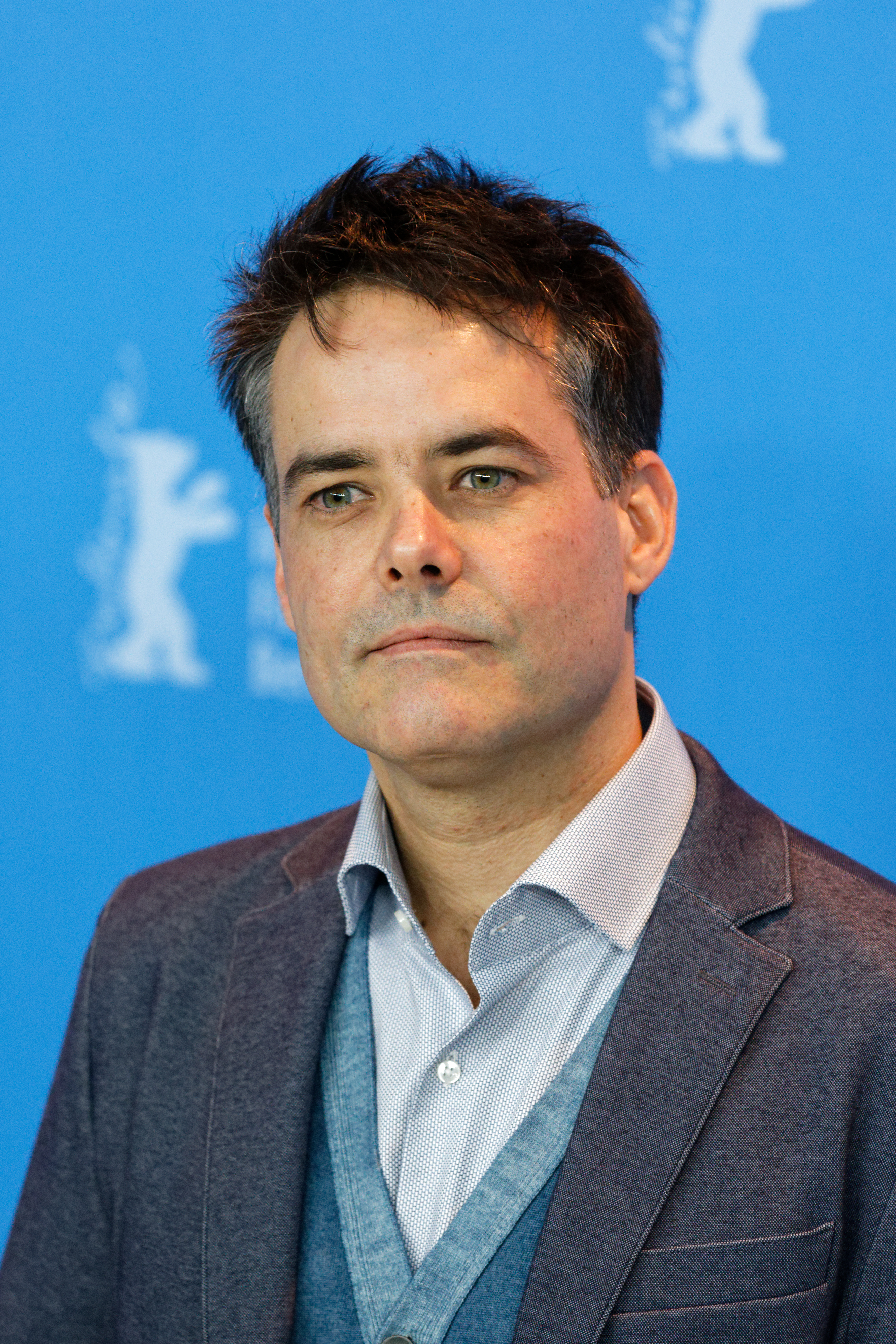
سباستین للیو، برنده بهترین فیلم خارجی‌زبان

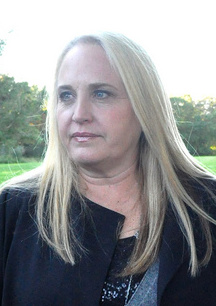
دارلا کی. اندرسون، یکی از برندگان بهترین فیلم پویانمایی

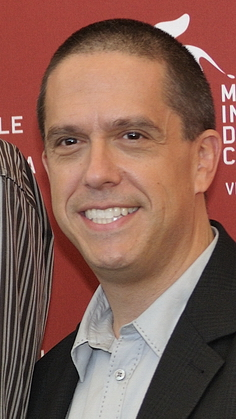
لی آنکریچ، دیگر برنده بهترین فیلم پویانمایی

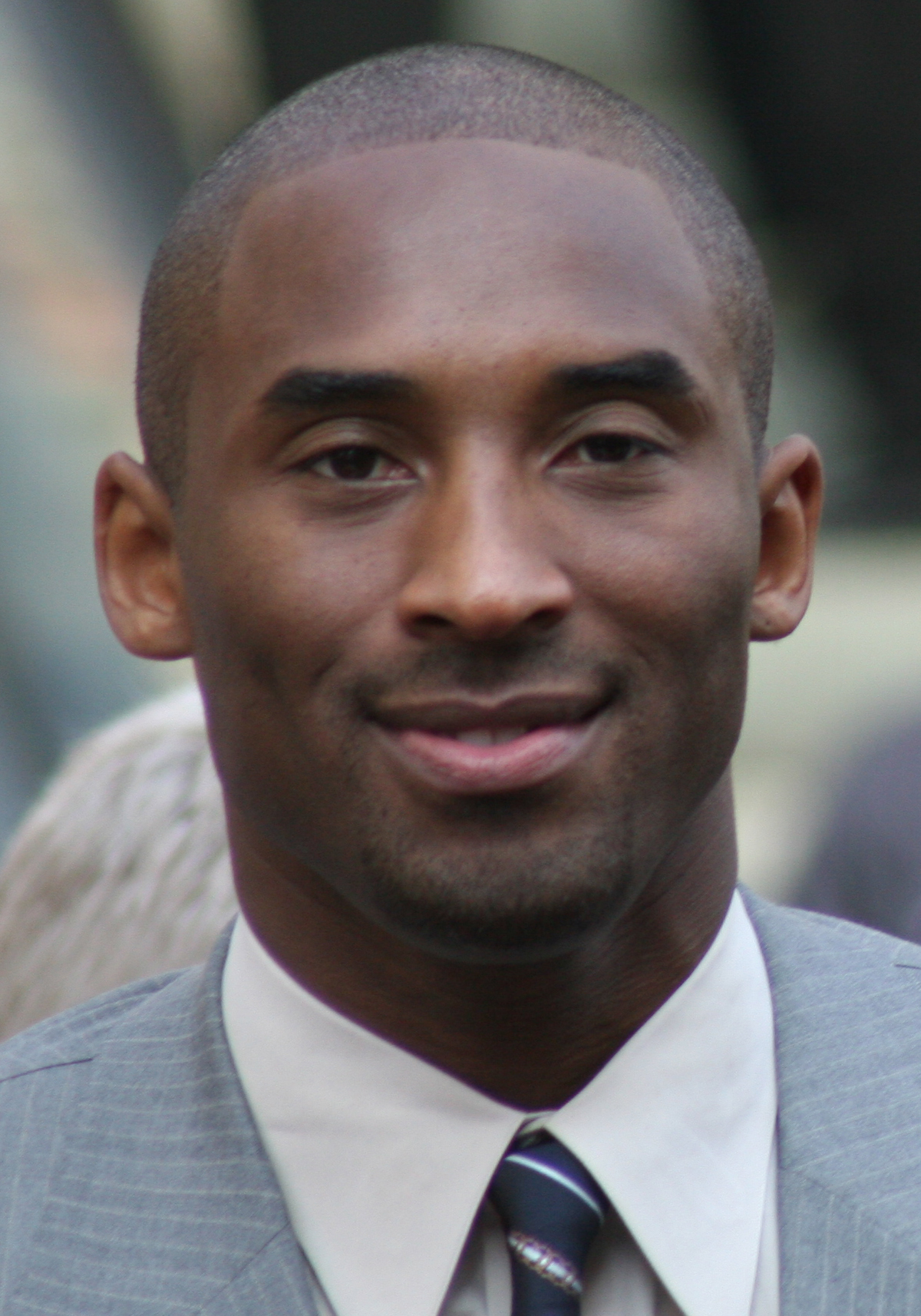
کوبی برایانت، یکی از برندگان بهترین پویانمایی کوتاه

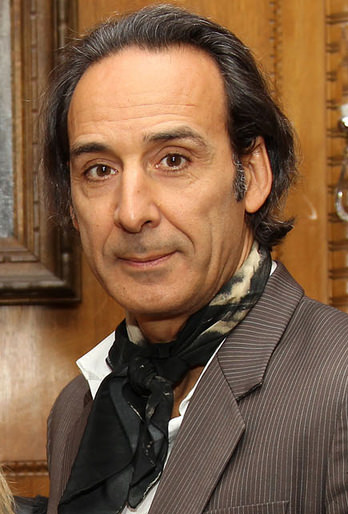
الکساندر دسپلا، برنده بهترین موسیقی فیلم

نامزدهای نودمین دوره جوایز آکادمی در تاریخ ۲۳ ژانویه ۲۰۱۸ میلادی، در ساعت ۵:۲۲ قبل از ظهر به وقت پی.اس. تی (۱۳:۲۲ به وقت یوتی‌سی) در سالن تئاتر ساموئل گلدوین در بورلی هیلز کالیفرنیا، هم‌زمان با پخش زنده جهانی توسط آکادمی، اعلام شدند. مجریان این مراسم تیفانی هدیش و اندی سرکیس بودند. فیلم‌های شکل آب با سیزده نامزدی در رتبه اول، دانکرک با هشت نامزدی در رتبه دوم و سه بیلبورد خارج از ابینگ، میزوری با هفت نامزدی، در تعقیب این دو فیلم، در رتبه سوم قرار دارند.

### جوایز
برنده‌ها در اول فهرست قرار دارند، پر رنگ هستند و دارای علامت () می‌باشند.
| بهترین فیلم - شکل آب – گیرمو دل تورو و جی. مایلز دیل - مرا با نامت صدا کن – پیتر اسپیرز، لوکا گوادانینو، امیلی جورجز و مارکو مورابیتو - تاریک‌ترین لحظات – تیم بوان، اریک فلنر، لیسا بروس، آنتونی مک‌کارتن و داگلاس اربانسکی - دانکرک – اما توماس و کریستوفر نولان - برو بیرون – شان مک‌کیتریک، جیسون بلوم، ادوارد اچ. هم جونیور و جوردن پیل - لیدی برد – اسکات رودین، الی بوش و اولین اونیل - رشته خیال – ژوان سلار، پل توماس اندرسن، مگان الیسون و دنیل لوپی - پست – ایمی پاسکال، استیون اسپیلبرگ وکریستی ماکوسکو کریگر - سه بیلبورد خارج از ابینگ، میزوری – گراهام برادبنت، پیت زرنین و مارتین مک‌دونا | بهترین کارگردانی - گیرمو دل تورو – شکل آب - کریستوفر نولان – دانکرک - جوردن پیل – برو بیرون - گرتا گرویگ – لیدی برد - پل توماس اندرسن – رشته خیال |
| بهترین بازیگر مرد - گری اولدمن – تاریک‌ترین لحظات در نقش وینستون چرچیل - تیموتی شلمی – مرا با نامت صدا کن در نقش الیو پرلمن - دانیل دی-لوئیس – رشته خیال در نقش رینولدز وودکاک - دنیل کالویا – برو بیرون در نقش کریس واشینگتن - دنزل واشینگتن – جناب رومن جی. ایزرائیل در نقش رومن جی. ایزرائیل | بهترین بازیگر زن - فرانسیس مک‌دورمند – سه بیلبورد خارج از ابینگ، میزوری در نقش مایلدرد هایس - سالی هاوکینز – شکل آب در نقش سالی اسپوزیتو - مارگو رابی – من تونیا هستم در نقش تونیا هاردینگ - سیرشا رونان – لیدی برد در نقش کریستین «لیدی برد» مک‌فرسون - مریل استریپ – پست در نقش کاترین گراهام |
| بهترین بازیگر نقش مکمل مرد - سم راکول – سه بیلبورد خارج از ابینگ، میزوری در نقش افسر جیسون دیکسون - ویلم دفو – پروژه فلوریدا در نقش بابی هیکس - وودی هارلسون – سه بیلبورد خارج از ابینگ، میزوری در نقش کلانتر بیل ویلوبای - ریچارد جنکینز – شکل آب در نقش گیلز - کریستوفر پلامر – تمام پول‌های جهان در نقش جی. پل گتی | بهترین بازیگر نقش مکمل زن - الیسون جنی – من تونیا هستم در نقش لاوونا گولدن - مری جی. بلایژ – گل‌گرفته در نقش فلورنس جکسون - لسلی منویل – رشته خیال در نقش سیریل وودکاک - لاری میت کالف – لیدی برد ماریون مک‌فرسون - اکتاویا اسپنسر – شکل آب زلدا فولر |
| بهترین فیلم‌نامه غیراقتباسی - برو بیرون – نوشتهٔ جوردن پیل - بیمار بزرگ – نوشتهٔ امیلی وی. گوردون و کمیل نانجیانی - لیدی برد – نوشتهٔ گرتا گرویگ - شکل آب – نوشتهٔ گیرمو دل تورو و ونسا تیلور - سه بیلبورد خارج از ابینگ، میزوری – نوشتهٔ مارتین مک‌دونا | بهترین فیلم‌نامه اقتباسی - مرا با نامت صدا کن – جیمز آیووری بر پایهٔ رمانی با همین نام نوشتهٔ آندره اسیمن - هنرمند فاجعه – اسکات نوستاتر و مایکل اچ. وبر بر پایهٔ کتابی با همین نام نوشتهٔ گرگ سسترو و تام بیسل - لوگان – فیلم‌نامه از اسکات فرانک، جیمز منگولد و مایکل گرین; داستان از جیمز منگولد بر پایهٔ شخصیت‌های کمیک‌های مردان ایکس و مجموعه فیلم‌های آن - بازی مالی – آرون سورکین بر پایه خاطرات مالی بلوم - گل‌گرفته – ویرجیل ویلیامز و دی ریس بر پایهٔ رمانی با همین نام نوشتهٔ هیلاری جردن |
| بهترین فیلم پویانمایی - کوکو – لی آنکریچ و دارلا کی. اندرسون - بچه رئیس – تام مک‌گراث و رمزی ان نیتو - نان‌آور – نورا تومی و آنتونی لئو - فردیناند – کارلوس سالدانها - فینسنت دوست‌داشتنی – دوروتا کوبیلا، هیو ولشمن و ایوان مکتگارت | بهترین فیلم خارجی‌زبان - یک زن شگفت‌انگیز (شیلی) به زبان اسپانیایی – به کارگردانی سباستین للیو - توهین (لبنان) به زبان عربی – به کارگردانی زیاد دویری - بی‌عشق (روسیه) به زبان روسی – به کارگردانی آندری زویاگینتسف - در جسم و روح (مجارستان) به زبان مجاری – به کارگردانی ایلدیکو انیدی - مربع (سوئد) به زبان سوئدی – به کارگردانی روبن اوستلوند |
| بهترین مستند - ایکاروس – برایان فوگل و دن کوگان - آباکوس: به اندازه کافی کوچک برای زندانی‌شدن – استیو جیمز، مارک میتن و جولی گولدمن - چهره‌ها، روستاها – آنیس واردا، جی‌آر و رزالی واردا - آخرین مردان حلب – فارس فیّاض، کریم عابد و سورن استین جاسپرسن - جزیره مستحکم – یانس فورد و جاسلین بَرنس | بهترین مستند کوتاه - بهشت راه‌بندانی در خیابان ۴۰۵ است – فرانک استیفل - ادیت+ادی – لورا چکووِی و توماس لی رایت - هرو (ئ) ین – اِلِین مک‌میلیون شلدون و کرین شلدون - مهارت چاقو – توماس لنون - توقف ترافیک – کِیت دِیویس و دیوید هِلبرونر |
| بهترین فیلم کوتاه - کودک خاموش - کریس اورتون و ریچل شنتون - دکابل ابتدایی - رد ون دایک - ساعت یازده - درین سییل و جاش لاوسون - برادر زادهٔ من اموت - کوین ویلسون جونیور. - همهٔ مردم/همهٔ ما - کاتجا بنرات و توبیاس روزن | بهترین پویانمایی کوتاه - بسکتبال عزیز - گلن کین و کوبی برایانت - مهمانی در باغ - ویکتور کِر و گابریل گراپرون - لو - دِیو مالینز و دانا ماری - فضای منفی - مکس پارتر و رو کوئوتا - شورش قافیه‌ها - جیکوب شیو و جَن لکاور |
| بهترین موسیقی فیلم - شکل آب – الکساندر دسپلا - دانکرک – هانس زیمر - رشته خیال – جانی گرینوود - جنگ ستارگان: آخرین جدای – جان ویلیامز - سه بیلبورد خارج از ابینگ، میزوری – کارتر برول | بهترین ترانه - «مرا به یاد بیاور» از کوکو – موسیقی و ترانه از کریستن اندرسون-لوپز و رابرت لوپز - «راز عشق» از مرا با نامت صدا کن – موسیقی و ترانه از سوفیان استیونز - «این منم» از برترین شومن – موسیقی و ترانه از بنج پاسک و جاستین پاول - «برای چیزی برخیز» از مارشال – موسیقی از داین وارن؛ ترانه از کامن و وارن - «رودخانهٔ مقدس» از گل‌گرفته – موسیقی و ترانه از مری جی. بلایژ، رافائل صدیق و تورا استینسون                                                                           |
| بهترین تدوین صدا - دانکرک – ریچارد کینگ و الکس گیبسون - بیبی راننده – ژولیان اسلاتر - بلید رانر ۲۰۴۹ – مارک مانگینی و تئو گرین - شکل آب – ناتان روبیتایل و نلسون فرییرا - جنگ ستارگان: آخرین جدای – متیو وود و رن کلایس | بهترین صداگذاری - دانکرک – مارک وینگارتن، گرگ لانداکر و گری اِی. ریزو - بیبی راننده – ژولیان اسلاتر، تیم کاواجین و مری اچ. الیس - بلید رانر ۲۰۴۹ – ران بارلت، داگ همفیل و مک روث - شکل آب – کریستین کوک، برد زورن و گلن گاتیر - جنگ ستارگان: آخرین جدای – دیوید پارکر، مایکل سمانیک، رن کلایس و استوارت ویلسون |
| بهترین طراحی صحنه - شکل آب – طراح صحنه: پاول دنهام اوستربری؛ تنظیم دکوراسیون: شِین وایئو و جف مِلوین - دیو و دلبر – طراح صحنه: سارا گرینوود; تنظیم دکوراسیون: کتی اسپنسر - بلید رانر ۲۰۴۹ – طراح صحنه: دنیس گسنر; تنظیم دکوراسیون: الساندرا کوئرزولا - تاریک‌ترین لحظات – طراح صحنه: سارا گرینوود; تنظیم دکوراسیون: کتی اسپنسر - دانکرک – طراح صحنه: ناتان کرولی؛ تنظیم دکوراسیون: گری فتیس | بهترین فیلمبرداری - بلید رانر ۲۰۴۹ – راجر دیکینز - تاریک‌ترین لحظات – برونو دل‌بونل - دانکرک – هویته ون هویتما - گل‌گرفته – ریچل موریسون - شکل آب – دن لاستن |
| بهترین گریم و آرایش مو - تاریک‌ترین لحظات – کاژیرو شوجی، دیوید مالینوفسکی و لوسی سیبیک - ویکتوریا و عبدل – دنیل فیلیپس و لو شپرد - اعجوبه – آرین تیوتن | بهترین طراحی لباس - رشته خیال – مارک بریجز - دیو و دلبر – جکلین دورن - تاریک‌ترین لحظات – جکلین دورن - شکل آب – لوییز سکویرا - ویکتوریا و عبدل – کنسولتا بویل |
| بهترین تدوین - دانکرک – لی اسمیت - بیبی راننده – پل مکلیس و جاناتان آموس - من تونیا هستم – تاتیانا اس. ریگل - شکل آب – سیدنی وولینسکی - سه بیلبورد خارج از ابینگ، میزوری – جان گریگوری | بهترین جلوه‌های تصویری - بلید رانر ۲۰۴۹ – جان نلسون، گرد نفزر، پل لمبرت و ریچارد آر. هوور - نگهبانان کهکشان بخش ۲ – کریستوفر تاونسند، گای ویلیامز، جاناتان فاوکنر و دن سودیک - کونگ: جزیره جمجمه – استفن روزنباوم، جف وایت، اسکات بنزا و مایک میناردوس - جنگ ستارگان: آخرین جدای – بن موریس، مایک مالهالند، نیل اسکنلان و کریس کُربولد - جنگ برای سیاره میمون‌ها – جو لِتری، دنیل بارِت، دن لمون و جوئل ویست                                                                                  |

### جوایز گاورنر
آکادمی نهمین دوره جوایز گاورنر را در تاریخ ۱۱ نوامبر ۲۰۱۷ برگزار کرد که برندگان این جوایز به شرح زیر می‌باشند:

#### جایزه افتخاری
- چارلز برنت ــ کارگردان، نویسنده، تهیه‌کننده، تدوینگر و فیلمبردار آمریکایی.[۲۰]
- اوون رویزمن ــ فیلمبردار آمریکایی.[۲۱]
- دونالد ساترلند ــ بازیگر کانادایی.[۲۲]
- آنیس واردا ــ کارگردان، نویسنده، تدوینگر و تهیه‌کننده فرانسوی.[۲۳]

#### دستاورد علمی و فنی آکادمی
- الخاندرو گونسالس اینیاریتو برای استفاده از واقعیت مجازی در گوشت و شن.[۲۴][۲۵]

### فیلم‌هایی با چند نامزدی و جایزه
| تعداد نامزدی | فیلم                             |
| ------------ | -------------------------------- |
| ۱۳           | شکل آب                           |
| ۸            | دانکرک                           |
| ۷            | سه بیلبورد خارج از ابینگ، میزوری |
| ۶            | تاریک‌ترین لحظات                  |
| ۶            | رشته خیال                        |
| ۵            | بلید رانر ۲۰۴۹                   |
| ۵            | لیدی برد                         |
| ۴            | مرا با نامت صدا کن               |
| ۴            | برو بیرون                        |
| ۴            | گل‌گرفته                          |
| ۴            | جنگ ستارگان: آخرین جدای          |
| ۳            | بیبی راننده                      |
| ۳            | من تونیا هستم                    |
| ۲            | دیو و دلبر                       |
| ۲            | کوکو                             |
| ۲            | پست                              |
| ۲            | ویکتوریا و عبدل                  |

| تعداد جوایز | فیلم                             |
| ----------- | -------------------------------- |
| ۴           | شکل آب                           |
| ۳           | دانکرک                           |
| ۲           | بلید رانر ۲۰۴۹                   |
| ۲           | کوکو                             |
| ۲           | تاریک‌ترین لحظات                  |
| ۲           | سه بیلبورد خارج از ابینگ، میزوری |

## معرفی کنندگان و اجرا کنندگان
در جدول‌های زیر اسامی افرادی که برندگان جوایز را معرفی و افرادی که ترانه‌های نامزد شده‌شان را اجرا می‌کنند، آمده‌است:

### معرفی کنندگان
بزودی اضافه خواهد شد.

### اجرا کنندگان
| نام(ها)                                  | نقش                           | اجرا می‌کنند                     |
| ---------------------------------------- | ----------------------------- | ------------------------------- |
| هارولد ویلر                              | تنظیم‌کننده موسیقی رهبر ارکستر | ارکستری                         |
| مری جی. بلایژ                            | اجراکننده                     | "رودخانهٔ مقدس" از گل‌گرفته       |
| سوفیان استیونز                           | اجراکننده                     | "راز عشق" از مرا با نامت صدا کن |
| گائل گارسیا برنال میگل ناتالیا لافورکاده | اجراکننده‌ها                   | "مرا به یاد بیاور" از کوکو      |
| کامن آندرا دی                            | اجراکننده‌ها                   | "برای چیزی برخیز" از مارشال     |
| کئالا سِتل                                | اجراکننده                     | "این منم" از برترین شومن        |

## اطلاعات مراسم

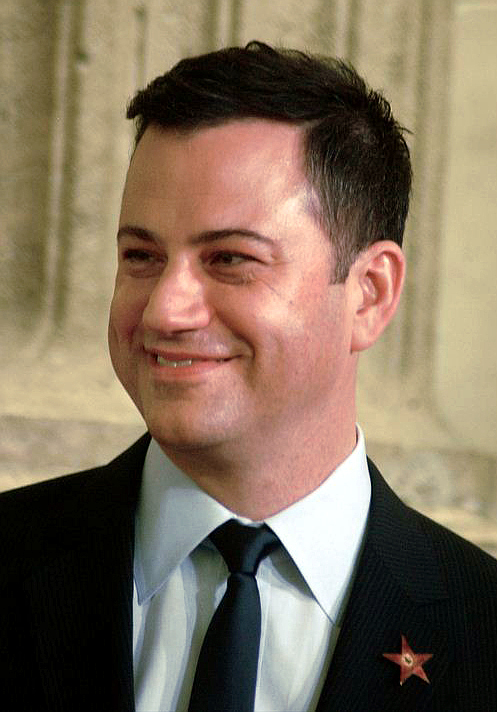
جیمی کیمل مجری ۹۰مین دوره جوایز اسکار

علیرغم اتفاقاتی که در مراسم سال گذشته رخ داد و دریافت نقدهای متنوع (هم خوب، هم بد)، آکادمی دوباره مایکل دلوکا و جنیفر تاد را به عنوان تهیه‌کننده استخدام کرد. در مه ۲۰۱۷، اعلام شد که جیمی کیمل برای دومین سال پیاپی مجری گری اسکار را به عهده دارد. کیمل اظهار کرد از این که دوباره به عنوان مجری مراسم انتخاب شده بسیار هیجان زده‌است و نوشت: «مجری گری مراسم اسکار از برجسته‌ترین لحظات در دوران کاری‌ام بود و از این که شریل [بون آیزاکس]، داون [هادسون] و آکادمی از من خواستند تا بار دیگر برای کار با افراد فوق‌العاده‌ای چون مایکل دلوکا و جنیفر تاد بازگردم، بسیار سپاس‌گزارم. اگر شما فکر می‌کنید که ما مثل سال قبل در انتهای این مراسم نیز گند می‌زنیم، صبر کنید تا وقتی ببینید که چه برنامه‌هایی برای ۹۰امین مراسم آماده کرده‌ایم!»
در ۴ دسامبر ۲۰۱۷، اعلام شد که زمان پخش مراسم و فرش قرمز آن دستخوش تغییراتی شده و قرار است هر دوی آن‌ها نیم ساعت زودتر از برنامه زمانی پارسال به روی آنتن بروند.
طبق سنت آکادمی، هر ساله جایزه بهترین بازیگر نقش اول زن توسط برنده بهترین بازیگر نقش اول مرد سال گذشته اعطا می‌شود اما در مراسم امسال برنده بهترین بازیگر مرد سال گذشته یعنی کیسی افلک اعلام کرد که به دلیل مطرح شدن ادعاهایی مبنی بر آزار و اذیت جنسی وی قصد دارد که در مراسم حضور پیدا نکند.

### فروش گیشه‌ای فیلم‌های نامزد شده
| فیلم                             | پیش از نامزدی (قبل از ۲۳ ژانویه) | پس از نامزدی (از ۲۳ ژانویه تا ۴ مارس) | پس از جوایز (بعد از ۵ مارس) | مجموع             |
| -------------------------------- | -------------------------------- | ------------------------------------- | --------------------------- | ----------------- |
| دانکرک                           | ۱۸۸ میلیون دلار                  | –                                     | –                           | ۱۸۸ میلیون دلار   |
| برو بیرون                        | ۱۷۵٬۷ میلیون دلار                | ۳۵۳٬۷۹۵ دلار                          | –                           | ۱۷۶ میلیون دلار   |
| پست                              | ۴۵٬۸ میلیون دلار                 | ۳۳٬۱ میلیون دلار                      | –                           | ۷۸٬۳ میلیون دلار  |
| شکل آب                           | ۳۰٬۴ میلیون دلار                 | ۲۴٬۹ میلیون دلار                      | –                           | ۵۵٬۳ میلیون دلار  |
| تاریک‌ترین لحظات                  | ۴۱٬۱ میلیون دلار                 | ۱۳٬۴ میلیون دلار                      | –                           | ۵۴٬۳ میلیون دلار  |
| سه بیلبورد خارج از ابینگ، میزوری | ۳۲٬۳ میلیون دلار                 | ۱۷٬۹ میلیون دلار                      | –                           | ۵۰٬۱ میلیون دلار  |
| لیدی برد                         | ۳۹٬۲ میلیون دلار                 | ۸٬۱ میلیون دلار                       | –                           | ۴۷٬۳ میلیون دلار  |
| رشته خیال                        | ۶٬۴ میلیون دلار                  | ۱۲٬۴ میلیون دلار                      | –                           | ۱۸٬۷ میلیون دلار  |
| مرا با نامت صدا کن               | ۹٬۴ میلیون دلار                  | ۶٬۴ میلیون دلار                       | –                           | ۱۶٬۸ میلیون دلار  |
| مجموع                            | ۵۶۸٬۲ میلیون دلار                | ۱۱۶٬۵ میلیون دلار                     | –                           | ۶۸۴٬۷ میلیون دلار |
| میانگین                          | ۶۳٬۱ میلیون دلار                 | ۱۲٬۹ میلیون دلار                      | –                           | ۷۶٬۱ میلیون دلار  |

اعدادی که در درون پرانتز ذکر شده‌اند فروش فیلم در لحظه اعلام نامزدها می‌باشند.
زمانی که نامزدهای اسکار در ۲۳ ژانویه ۲۰۱۸ معرفی شدند، مجموع فروش نه فیلمی که نامزد بهترین فیلم شده بودند به ۵۶۷٬۹ میلیون دلار در آمریکای شمالی رسید یعنی ۶۳٬۱ میلیون دلار به ازای هر فیلم. به هنگام اعلام نامزدها، دانکرک در میان دیگر فیلم‌های نامزد بهترین فیلم با فروش ۱۸۸ میلیون دلار در جایگاه اول قرار داشت. برو بیرون دومین فیلم پرفروش این لیست با ۱۷۵٬۶ میلیون دلار بود و به دنبال آن فیلم‌های پست (۴۵٬۷ میلیون)، تاریک‌ترین لحظات (۴۱ میلیون)، لیدی برد (۳۹٬۱ میلیون)، سه بیلبورد خارج از ابینگ، میزوری (۳۲٬۲ میلیون)، شکل آب (۳۰٬۴ میلیون)، مرا با نامت صدا کن (۹٬۱ میلیون) و رشته خیال (۶٬۳ میلون) قرار داشتند.
اعدادی که در درون پرانتز ذکر شده‌اند رتبه فیلم در فهرست می‌باشند.
۳۶ نامزدی سهم پانزده فیلمی بود که در فهرست ۵۰ فیلم پرفروش سال نیز قرار داشتند. از آن ۱۵ فیلم تنها لوگان (۱۱ام)، کوکو (۱۳ام)، دانکرک (۱۴ام)، برو بیرون (۱۵ام)، بچه رئیس (۱۷ام) و فردیناند (۳۹ام) موفق شدند که برای بهترین فیلم، بهترین فیلم پویانمایی یا حتی در رشته‌های کارگردانی و نویسندگی نامزد شوند. از دیگر فیلم‌های فهرست پر فروش ترین‌ها که نامزد دریافت جایزه شدند می‌توان به جنگ ستارگان: آخرین جدای (اول)، دیو و دلبر (دوم)، نگهبانان کهکشان بخش ۲ (۴ام)، کونگ: جزیره جمجمه (۱۹ام)، اعجوبه (۲۴ام)، برترین شومن (۲۷ام)، بیبی راننده (۲۸ام)، جنگ برای سیاره میمون‌ها (۲۹ام) و بلید رانر ۲۰۴۹ (۳۵ام) اشاره کرد.

## واژه‌نامه
1. ↑  Remember Me
2. ↑  Mystery of Love
3. ↑  This Is Me
4. ↑  Stand Up for Something
5. ↑  Mighty River